# Prîșîvalnea, Fastiv
Prîșîvalnea (în ucraineană Пришивальня) este localitatea de reședință a comunei Prîșîvalnea din raionul Fastiv, regiunea Kiev, Ucraina.

## Demografie
Componența lingvistică a localității Prîșîvalnea
     Ucraineană (96,68%)
     Rusă (3,32%)
Conform recensământului din 2001, majoritatea populației localității Prîșîvalnea era vorbitoare de ucraineană (96,68%), existând în minoritate și vorbitori de rusă (3,32%).